# آرتوکارپوس
آرتوکارپوس (نام علمی: Artocarpus) نام یک سرده از تیره موراسه است.